# Sogno
Sogno (Nederlands: Droom) is het vijfde studioalbum van de Italiaanse tenor Andrea Bocelli, uitgebracht in 1999. Wereldwijd zijn van de plaat meer dan tien miljoen exemplaren verkocht. In Nederland was het album het bestverkochte album van 1999. De cd leverde Bocelli onder meer een Grammy-nominatie op voor beste nieuwe artiest.

## Geschiedenis
Het album Sogno bevat dertien Italiaanse nummers en een Engelstalige single, een duet met de Canadese zangeres Celine Dion. Bocelli borduurt op de cd voort op het succes van zijn albums Bocelli en Romanza waarbij hij pop en klassiek combineert. Behalve de samenwerking met Dion zingt Bocelli ook duetten met de Italiaanse zanger Eros Ramazzotti en de Portugese zangeres Dulce Pontes.

### Ontvangst
The Prayer, het duet met Dion, is tevens de soundtrack van de animatiefilm Quest for Camelot en wint in 1999 een Golden Globe voor beste filmsong. Ook wordt het in dezelfde categorie genomineerd voor een Oscar en bij de Grammy's in de categorie beste popsamenwerking. Die prijzen gaan echter naar respectievelijk When You Believe van Whitney Houston en Mariah Carey en Smooth van Santana en Rob Thomas. Bocelli wordt, ondanks dat hij al enkele jaren actief is, tevens genomineerd voor een Grammy in de categorie beste nieuwe artiest. Het is de eerste keer dat een van oorsprong klassiek zanger in die categorie wordt genomineerd in 38 jaar. De Italiaan ziet de prijs echter naar Lauryn Hill gaan.
In Nederland is Sogno Bocelli's derde nummer 1-album in de Album Top 100. In totaal werden meer dan 200.000 exemplaren van de cd verkocht. Wereldwijd ging de plaat tien miljoen keer over de toonbank.

## Tracklist
| Nr. | Titel                               | Schrijver(s)                                       | Duur |
| --- | ----------------------------------- | -------------------------------------------------- | ---- |
| 1.  | Canto della terra                   | Francesco Sartori, Lucio Quarantotto               | 4:02 |
| 2.  | The Prayer (met Celine Dion)        | David Foster, Carole Bayer Sager                   | 4:30 |
| 3.  | Sogno                               | Giuseppe Francesco Servillo                        | 4:03 |
| 4.  | 'O mare e tu (met Dulce Pontes)     | Enzo Gragnaniello                                  | 4:36 |
| 5.  | A volte il cuore                    | Piero Marras                                       | 4:44 |
| 6.  | Cantico                             | Mauro Malavasi, Pierpaolo Guerrini, Andrea Bocelli | 4:01 |
| 7.  | Mai più così lontano                | Malavesi                                           | 4:20 |
| 8.  | Immenso                             | Sartori, Quarantotto                               | 4:51 |
| 9.  | Nel cuore lei (met Eros Ramazzotti) | Bruno Zambrini, Dedo Cogliati                      | 3:48 |
| 10. | Tremo e t'amo                       | Tullio Ferro, Servillo                             | 4:51 |
| 11. | I love Rossini                      | Patrick Abrial, Servillo                           | 3:56 |
| 12. | Un canto                            | Ennio Morricone, Sergio Bardotti                   | 4:35 |
| 13. | Come un fiume tu                    | Morricone, Quarantotto                             | 4:47 |
| 14. | A mio padre (6 maggio 1992)         | Malavesi, Bocelli                                  | 4:00 |

## Hitnoteringen

### NederlandseAlbum Top 100
| Hitnotering (week 1 t/m 83): 27-03-1999 t/m 28-10-2000 Hitnotering (week 84 t/m 89): 16-12-2000 t/m 20-01-2001 Hitnotering (week 90 t/m 92): 17-03-2001 t/m 31-03-2001 Hitnotering (week 93): 26-05-2001 | Hitnotering (week 1 t/m 83): 27-03-1999 t/m 28-10-2000 Hitnotering (week 84 t/m 89): 16-12-2000 t/m 20-01-2001 Hitnotering (week 90 t/m 92): 17-03-2001 t/m 31-03-2001 Hitnotering (week 93): 26-05-2001 | Hitnotering (week 1 t/m 83): 27-03-1999 t/m 28-10-2000 Hitnotering (week 84 t/m 89): 16-12-2000 t/m 20-01-2001 Hitnotering (week 90 t/m 92): 17-03-2001 t/m 31-03-2001 Hitnotering (week 93): 26-05-2001 | Hitnotering (week 1 t/m 83): 27-03-1999 t/m 28-10-2000 Hitnotering (week 84 t/m 89): 16-12-2000 t/m 20-01-2001 Hitnotering (week 90 t/m 92): 17-03-2001 t/m 31-03-2001 Hitnotering (week 93): 26-05-2001 | Hitnotering (week 1 t/m 83): 27-03-1999 t/m 28-10-2000 Hitnotering (week 84 t/m 89): 16-12-2000 t/m 20-01-2001 Hitnotering (week 90 t/m 92): 17-03-2001 t/m 31-03-2001 Hitnotering (week 93): 26-05-2001 | Hitnotering (week 1 t/m 83): 27-03-1999 t/m 28-10-2000 Hitnotering (week 84 t/m 89): 16-12-2000 t/m 20-01-2001 Hitnotering (week 90 t/m 92): 17-03-2001 t/m 31-03-2001 Hitnotering (week 93): 26-05-2001 | Hitnotering (week 1 t/m 83): 27-03-1999 t/m 28-10-2000 Hitnotering (week 84 t/m 89): 16-12-2000 t/m 20-01-2001 Hitnotering (week 90 t/m 92): 17-03-2001 t/m 31-03-2001 Hitnotering (week 93): 26-05-2001 | Hitnotering (week 1 t/m 83): 27-03-1999 t/m 28-10-2000 Hitnotering (week 84 t/m 89): 16-12-2000 t/m 20-01-2001 Hitnotering (week 90 t/m 92): 17-03-2001 t/m 31-03-2001 Hitnotering (week 93): 26-05-2001 | Hitnotering (week 1 t/m 83): 27-03-1999 t/m 28-10-2000 Hitnotering (week 84 t/m 89): 16-12-2000 t/m 20-01-2001 Hitnotering (week 90 t/m 92): 17-03-2001 t/m 31-03-2001 Hitnotering (week 93): 26-05-2001 | Hitnotering (week 1 t/m 83): 27-03-1999 t/m 28-10-2000 Hitnotering (week 84 t/m 89): 16-12-2000 t/m 20-01-2001 Hitnotering (week 90 t/m 92): 17-03-2001 t/m 31-03-2001 Hitnotering (week 93): 26-05-2001 | Hitnotering (week 1 t/m 83): 27-03-1999 t/m 28-10-2000 Hitnotering (week 84 t/m 89): 16-12-2000 t/m 20-01-2001 Hitnotering (week 90 t/m 92): 17-03-2001 t/m 31-03-2001 Hitnotering (week 93): 26-05-2001 | Hitnotering (week 1 t/m 83): 27-03-1999 t/m 28-10-2000 Hitnotering (week 84 t/m 89): 16-12-2000 t/m 20-01-2001 Hitnotering (week 90 t/m 92): 17-03-2001 t/m 31-03-2001 Hitnotering (week 93): 26-05-2001 | Hitnotering (week 1 t/m 83): 27-03-1999 t/m 28-10-2000 Hitnotering (week 84 t/m 89): 16-12-2000 t/m 20-01-2001 Hitnotering (week 90 t/m 92): 17-03-2001 t/m 31-03-2001 Hitnotering (week 93): 26-05-2001 | Hitnotering (week 1 t/m 83): 27-03-1999 t/m 28-10-2000 Hitnotering (week 84 t/m 89): 16-12-2000 t/m 20-01-2001 Hitnotering (week 90 t/m 92): 17-03-2001 t/m 31-03-2001 Hitnotering (week 93): 26-05-2001 | Hitnotering (week 1 t/m 83): 27-03-1999 t/m 28-10-2000 Hitnotering (week 84 t/m 89): 16-12-2000 t/m 20-01-2001 Hitnotering (week 90 t/m 92): 17-03-2001 t/m 31-03-2001 Hitnotering (week 93): 26-05-2001 | Hitnotering (week 1 t/m 83): 27-03-1999 t/m 28-10-2000 Hitnotering (week 84 t/m 89): 16-12-2000 t/m 20-01-2001 Hitnotering (week 90 t/m 92): 17-03-2001 t/m 31-03-2001 Hitnotering (week 93): 26-05-2001 | Hitnotering (week 1 t/m 83): 27-03-1999 t/m 28-10-2000 Hitnotering (week 84 t/m 89): 16-12-2000 t/m 20-01-2001 Hitnotering (week 90 t/m 92): 17-03-2001 t/m 31-03-2001 Hitnotering (week 93): 26-05-2001 | Hitnotering (week 1 t/m 83): 27-03-1999 t/m 28-10-2000 Hitnotering (week 84 t/m 89): 16-12-2000 t/m 20-01-2001 Hitnotering (week 90 t/m 92): 17-03-2001 t/m 31-03-2001 Hitnotering (week 93): 26-05-2001 | Hitnotering (week 1 t/m 83): 27-03-1999 t/m 28-10-2000 Hitnotering (week 84 t/m 89): 16-12-2000 t/m 20-01-2001 Hitnotering (week 90 t/m 92): 17-03-2001 t/m 31-03-2001 Hitnotering (week 93): 26-05-2001 | Hitnotering (week 1 t/m 83): 27-03-1999 t/m 28-10-2000 Hitnotering (week 84 t/m 89): 16-12-2000 t/m 20-01-2001 Hitnotering (week 90 t/m 92): 17-03-2001 t/m 31-03-2001 Hitnotering (week 93): 26-05-2001 | Hitnotering (week 1 t/m 83): 27-03-1999 t/m 28-10-2000 Hitnotering (week 84 t/m 89): 16-12-2000 t/m 20-01-2001 Hitnotering (week 90 t/m 92): 17-03-2001 t/m 31-03-2001 Hitnotering (week 93): 26-05-2001 |
| Week: | 1 | 2 | 3 | 4 | 5 | 6 | 7 | 8 | 9 | 10 | 11 | 12 | 13 | 14 | 15 | 16 | 17 | 18 | 19 | 20 |
| --- | --- | --- | --- | --- | --- | --- | --- | --- | --- | --- | --- | --- | --- | --- | --- | --- | --- | --- | --- | --- |
| Positie: | 9 | 1 | 1 | 1 | 4 | 5 | 5 | 1 | 1 | 3 | 5 | 7 | 7 | 4 | 2 | 4 | 10 | 12 | 15 | 11 |
| Week: | 21 | 22 | 23 | 24 | 25 | 26 | 27 | 28 | 29 | 30 | 31 | 32 | 33 | 34 | 35 | 36 | 37 | 38 | 39 | 40 |
| Positie: | 12 | 7 | 5 | 2 | 3 | 4 | 4 | 6 | 10 | 15 | 6 | 4 | 4 | 6 | 10 | 16 | 16 | 11 | 10 | 8 |
| Week: | 41 | 42 | 43 | 44 | 45 | 46 | 47 | 48 | 49 | 50 | 51 | 52 | 53 | 54 | 55 | 56 | 57 | 58 | 59 | 60 |
| Positie: | 4 | 5 | 5 | 4 | 6 | 7 | 11 | 11 | 14 | 17 | 18 | 13 | 13 | 12 | 10 | 12 | 15 | 13 | 14 | 11 |
| Week: | 61 | 62 | 63 | 64 | 65 | 66 | 67 | 68 | 69 | 70 | 71 | 72 | 73 | 74 | 75 | 76 | 77 | 78 | 79 | 80 |
| Positie: | 19 | 39 | 40 | 43 | 35 | 38 | 45 | 34 | 36 | 42 | 41 | 43 | 42 | 44 | 53 | 64 | 56 | 62 | 50 | 37 |
| Week: | 81 | 82 | 83 | | 84 | 85 | 86 | 87 | 88 | 89 | | 90 | 91 | 92 | | 93 | | | | |
| Positie: | 52 | 90 | 88 | uit | 83 | 69 | 77 | 83 | 70 | 74 | uit | 64 | 60 | 82 | uit | 85 | uit | | | |

### VlaamseUltratop 200
| Hitnotering: 03-04-1999 t/m 31-07-1999 | Hitnotering: 03-04-1999 t/m 31-07-1999 | Hitnotering: 03-04-1999 t/m 31-07-1999 | Hitnotering: 03-04-1999 t/m 31-07-1999 | Hitnotering: 03-04-1999 t/m 31-07-1999 | Hitnotering: 03-04-1999 t/m 31-07-1999 | Hitnotering: 03-04-1999 t/m 31-07-1999 | Hitnotering: 03-04-1999 t/m 31-07-1999 | Hitnotering: 03-04-1999 t/m 31-07-1999 | Hitnotering: 03-04-1999 t/m 31-07-1999 | Hitnotering: 03-04-1999 t/m 31-07-1999 | Hitnotering: 03-04-1999 t/m 31-07-1999 | Hitnotering: 03-04-1999 t/m 31-07-1999 | Hitnotering: 03-04-1999 t/m 31-07-1999 | Hitnotering: 03-04-1999 t/m 31-07-1999 | Hitnotering: 03-04-1999 t/m 31-07-1999 | Hitnotering: 03-04-1999 t/m 31-07-1999 | Hitnotering: 03-04-1999 t/m 31-07-1999 | Hitnotering: 03-04-1999 t/m 31-07-1999 | Hitnotering: 03-04-1999 t/m 31-07-1999 |
| Week:                                  | 1                                      | 2                                      | 3                                      | 4                                      | 5                                      | 6                                      | 7                                      | 8                                      | 9                                      | 10                                     | 11                                     | 12                                     | 13                                     | 14                                     | 15                                     | 16                                     | 17                                     | 18                                     |                                        |
| -------------------------------------- | -------------------------------------- | -------------------------------------- | -------------------------------------- | -------------------------------------- | -------------------------------------- | -------------------------------------- | -------------------------------------- | -------------------------------------- | -------------------------------------- | -------------------------------------- | -------------------------------------- | -------------------------------------- | -------------------------------------- | -------------------------------------- | -------------------------------------- | -------------------------------------- | -------------------------------------- | -------------------------------------- | -------------------------------------- |
| Positie:                               | 17                                     | 8                                      | 8                                      | 11                                     | 13                                     | 18                                     | 5                                      | 4                                      | 7                                      | 5                                      | 11                                     | 17                                     | 16                                     | 18                                     | 26                                     | 30                                     | 40                                     | 45                                     | uit                                    |